# Policiano
Policiano (o Puliciano) è una frazione del Comune di Arezzo, situata a sud della città lungo la ex Strada statale 71 Umbro Casentinese Romagnola. La frazione è famosa per l'organizzazione di corse podistiche anche a livello internazionale.
Già abitata nella preistoria, nel periodo romano ebbe diversi insediamenti produttivi (ville-fattorie) fra cui quello della famiglia Publicia, che diede poi il nome alla zona.
Nel medioevo vi fu costruito un importante castello appartenuto ai marchiones e ai vescovi di Arezzo. Nel marzo 1849, durante il periodo della Repubblica "guerraziana" gli abitanti di Policiano si resero autori di una singolare sommossa, per ripristinare l'arme del granduca di Toscana nella vicina Castiglion Fiorentino.
Ha dato i natali ad Angiolo Tavanti (1714-1782) importante giurista e statista del Granducato di Toscana.

## Il Castello di Policiano
Un punto di riferimento significativo, Il Castello di Policiano si trova su un costone sopra il paese; tra quelli dei centri circonvicini è l'unico che mantiene, almeno parzialmente, le caratteristiche di un castello. Sul lato sud si può vedere ancora oggi la poderosa torre del maschio che si eleva dal resto del complesso.
La prima notizia che troviamo del Castello di Policiano è del 963 che conferma, da parte dell'imperatore Ottone I, di tutti i possedimenti della Canonica aretina facendo alla medesima nuove elargizioni tra cui la corte di Policiano con le sue adiacenze.
La località facente parte di una goaldemania (o Waldemannia) cioè estensione boschiva già amministrata da un Waldemannus, soprintendente regio del fisco longobardo, fu donata nel 963 da Ottone I alla canonica aretina.
Tuttavia già nel 1012, Policiano viene citata in una commutazione di terre fra l'abate di Santa Fiora ed Ugo di Ugone degli Azzi (potente famiglia aretina di origine longobarda).
Nel 1040 Pietro di Eriberto degli Azzi fa dono mediante carta di “Morgincap” a Gualdrada, sua futura sposa, di numerosi averi tra cui il castello e la corte di Policiano. Ma già nel 1044 il feudo passa a Uguccione dei marchesi del Monte di Santa Maria, nominati marchesi di Toscana e vicari imperiali nella città di Arezzo fin dai tempi di Carlo Magno.
Questa famiglia di origine franco-ripuaria, fu potentissima dal secolo IX al secolo XIV e, come risulta da numerosi diplomi imperiali, ebbe numerosi castelli nel contado aretino e cortonese tra cui il “Castrum Marchionis” ove oggi sorge la Fortezza Medicea di Arezzo.
Nel 1265 Guglielmo degli Ubertini, vescovo di Arezzo, viene eletto dal capitolo della sua chiesa a potestà di Policiano e riceve dai 54 uomini di quel castello il giuramento di obbedienza e fedeltà. Dopo la battaglia di Campaldino del 2 giugno 1289 gran parte dei castelli di Arezzo, tra cui quello di Policiano, furono conquistati dai fiorentini e furono poi liberati dalla risorta repubblica aretina dopo il 1303.
Nel 1335 il Castello di Policiano venne conquistato ad opera dei perugini in guerra contro Arezzo. Da questo momento per un periodo il castello venne adattato a ospedale per il rifocillamento ed il rifugio dei viandanti diretti a Roma; dal XV secolo fino al XIX divenne proprietà della famiglia Capponi di Firenze, della quale ancora oggi è possibile ammirare lo stemma cinquecentesco apposto nelle antiche mura del castello. In seguito fu dimora dei principi Chigi di Siena-Roma e dei conti Barbolani di Montauto.
Dal 1833 si operò la trasformazione del castello da luogo di importanza strategica a tenuta agricola, accentuandosi così l'aspetto rurale del paese e scindendolo definitivamente da ogni implicazione militare anche se solo di carattere difensivo. Questo avvenne anche grazie alle recenti bonifiche della Valdichiana.
Il Castello di Policiano è indicato nella Mappa della Valdichiana del famoso "Codice Atlantico" di Leonardo da Vinci. Il genio del Rinascimento ne effettuò i rilievi durante un suo viaggio nel 1503 alla scoperta dei territori aretini.
Sul lato sud del castello si può vedere ancora oggi la poderosa torre del maschio che si eleva dal resto del complesso evidenziando, con le brecce delle attuali finestre, la tamponatura dell'unica apertura trecentesca rimasta.
Sempre sulla torre si notano tracce dell'innesto che univa il fortilizio alla canonica di San Lorenzo, scomparsa nella  ristrutturazione del 1910 per far posto alla rampa.
Il prospetto est è forse il più interessante per le numerose superfetazioni che lo caratterizzano. Racchiusa tra due barbacani, uno dei quali ricavato dal posticcio fronte della rampa, la facciata si compone di ben tre corpi di fabbrica, di cui quello centrale, più recente, si configura come l'innesto fra due elementi strutturali che, più bassi, introducevano nella corte.
All'interno della corte, affiancata al profondo pozzo, troviamo un'imponente scalinata in pietra che collega al piano nobile grazie a due rampe contrapposte. Dal corridoio che perimetra la corte si passa nei vasti saloni, tutti pavimentati in cotto con soffitti a travatura lignea e camini in pietra levigata.
Da segnalare una sala del cassero coperta con volta a botte in mattoni poggiante sulla poderosa struttura muraria in grosse bozze di pietra squadrate, nota come “sala delle armi”.
Completa l'intero complesso un ampio parco parzialmente all'inglese ed integrato nella restante parte, da un bosco ceduo.
Attualmente il complesso appartiene a Laura Gallorini Landi.

## Contrade minori
A circa un chilometro a nord di Policiano, in prossimità della strada statale, vi è la piccola frazione di Pigli. Essa consta di un gruppo di case costruito attorno alla medievale chiesa di San Clemente a Pigli. Poco più sotto dell'abitato si erge l'imponente chiesa di Sant'Andrea a Pigli, costruita negli ultimi anni del XIX secolo. Infine, lungo la strada che si arrampica alle pendici del monte Lignano, vi è l'antica chiesa di Santa Maria a Pigli, recentemente restaurata.